# Flor-de-Lis
Flor-de-Lis (рус. цветок лилии) — португальская акустическая фолк-группа, образованная в 2004 в Лиссабоне. Группа состоит из Даниэлы Варелы (вокал), Пауло Перейра (гитара), Хосе Камачо (гитара), Хорхе Маркеса (португальская гитара), Анны Софии Кампеи (аккордеон) и Педро Маркеса (барабаны).
В 2009 группа участвовала на конкурсе песни Евровидение 2009 с композицией «Todas as ruas do amor» («рус. Все улицы полны любви»), и финишировала в финале пятнадцатой.

## Дискография
Альбомы:
- Signo Solar (2010)

Синглы:
- «Todas as ruas do amor» (2009)
- «Lisboa tropical» (2010)